# Дечја вас
Дечја вас (словен. Dečja vas) је насељено место у општини Требње, регија Југоисточна Словенија, Словенија.

## Историја
До територијалне реорганизације у Словенији била је у саставу старе општине Требње.

## Становништво
У попису становништва из 2011. године, Дечја вас је имала 94 становника.
| Број становника према пописима | Број становника према пописима | Број становника према пописима |
| ------------------------------ | ------------------------------ | ------------------------------ |
| 1991                           | 2002                           | 2011                           |
| 92                             | 88                             | 94                             |